# Qui Đức
Qui Đức là một xã thuộc huyện Bình Chánh, Thành phố Hồ Chí Minh, Việt Nam.

## Địa lý
Xã Qui Đức nằm ở phía nam huyện Bình Chánh, có vị trí địa lý:
- Phía đông và phía bắc giáp xã Đa Phước
- Phía tây giáp xã Hưng Long và tỉnh Long An
- Phía nam giáp tỉnh Long An.

Xã có diện tích 6,48 km², dân số năm 2021 là 14.533 người,  mật độ dân số đạt 2.242 người/km².

## Lịch sử
Dưới thời Pháp thuộc, Qui Đức là một làng thuộc tổng Phước Điền Thượng, quận Cần Giuộc, tỉnh Chợ Lớn. Đến thời Việt Nam Cộng hòa, tỉnh Chợ Lớn giải thể, quận Cần Giuộc thuộc tỉnh Long An; riêng ba xã Hưng Long, Qui Đức và Tân Quý Tây được sáp nhập vào quận Bình Chánh mới thành lập thuộc tỉnh Gia Định. Từ năm 1976, xã Qui Đức thuộc huyện Bình Chánh, Thành phố Hồ Chí Minh.